# 钴弹
钴弹是一种设想中的盐弹，其特殊的引爆后散播放射性落下灰设计，能使得被攻击地区受到大面积的放射性污染。钴弹的概念最早由匈牙利物理学家利奥·西拉德于1950年2月提出，利奥提出钴弹设想并不是要去制造这种核弹，而是想表达核武器的威力将会威胁到人类的存亡。
据传美国空军曾认真考虑并下令研制过这种核弹，但并未部署；1964年美国国防部原子能委员会发布的《核武器的影响》一书中，一个题为“放射学战争”的章节澄清了这个问题。2015年亦有传言俄罗斯军队曾在卡尼翁无人潜艇上部署过携带钴弹头的核鱼雷，但也有不少分析怀疑其真实性，认为更像是为了威慑美国而故意泄露的假情报。

## 结构
钴弹的设计是在氢弹外部包裹一层59钴，氢弹引爆后产生的中子将包裹的钴嬗变为60钴，由于氢弹爆炸产生的高热，这些放射性钴会被汽化，形成放射性落下灰后沉降到地面，以达到大面积污染的目的。
钴的半衰期为5.27年，衰变为60镍并释放出两束伽马射线，其能量分别为1.17及1.33 MeV，60镍是一种稳定的同位素，不会继续衰变：
59
27Co
 + n → 60
27Co
 → 60
28Ni
 + e− + 
ν
e + 伽马射线
60Co的辐射的强度够强，而5.27年的半衰期也足够长，能长期严重破坏被攻击地区的生态环境，使得在被攻击方期望在地下堡垒里等待辐射的消失几乎不可行。